# Puntate di Sun... Sex & Suspicious Parents (prima stagione)
La prima stagione di Sun... Sex & Suspicious Parents è andata in onda su BBC Three dal 4 gennaio al 10 febbraio 2011.
In Italia è invece stata trasmessa nel 2012 su iLIKE.TV.
È stata filmata nell'estate 2010.
I titoli di tutte le puntate portano il nome del luogo dove i due adolescenti protagonisti passano la settimana di vacanza tranne l'ultima, che mostra invece delle sequenze tratte da tutte le puntate e i relativi commenti di genitori e figli dopo la vacanza.
| nº | Titolo originale  | Titolo italiano   | Prima TV USA     | Prima TV Italia |
| -- | ----------------- | ----------------- | ---------------- | --------------- |
| 1  | Malia             | Malia             | 4 gennaio 2011   | Gennaio 2012    |
| 2  | Ibiza             | Ibiza             | 11 gennaio 2011  | 2012            |
| 3  | Ayia Napa         | Ayia Napa         | 18 gennaio 2011  | 2012            |
| 4  | Kavos             | Kavos             | 25 gennaio 2011  | 2012            |
| 5  | Zante             | Zante             | 1º febbraio 2011 | 2012            |
| 6  | Magaluf           | Magaluf           | 8 febbraio 2011  | 2012            |
| 7  | After the Holiday | After the Holiday | 10 febbraio 2011 | 2012            |

## Malia
- Titolo originale: Malia
- Diretto da: Lucy Waller

### Trama
L'ambientazione della prima puntata di questo docu-reality è Malia, a Creta. Joe Major e Millie Butler hanno entrambi 18 anni e sono in vacanza a Malia per la prima volta con i loro rispettivi gruppi di amici. Millie passa dei giorni abbastanza tranquilli, senza troppi eccessi, mentre la vacanza di Joe termina con uno dei suoi amici in un ospedale locale in conseguenza di una lite avvenuta la notte precedente. I loro genitori, partiti segretamente un giorno dopo i figli, li osserveranno per tutta la durata del soggiorno a Malia.

## Ibiza
- Titolo originale: Ibiza
- Diretto da: Stephen O'Leary

### Trama
Il luogo della vacanza è l'isola Ibiza. Il capo del suo gruppo Rob Watson dalla Cumbria sfugge dai suoi quasi oppressivi genitori per una settimana di vacanza prima di iniziare l'università, mentre l'apprendista manovale Hollie Hutton da Bramley non vede l'ora di divertirsi con le sue due amiche. Senza che i due ragazzi lo sappiano, i loro genitori li seguono e li spiano per tutta la settimana. La madre di Hollie è sconvolta nel vedere un nuovo lato di sua figlia: quella che a casa si comportava come un maschiaccio ora mostra tutta la sua femminilità, che la porta ad avere un grande successo con i ragazzi. Anche Rob se la spassa, e quando l'ultimo giorno col suo gruppo va a vedere uno spettacolo in un night club, i suoi genitori decidono di rivelarsi a lui in un momento imbarazzante, quando la spogliarellista lo sta spogliando.

## Ayia Napa
- Titolo originale: Ayia Napa
- Diretto da: Colin Rothbarth

### Trama
Il luogo della vacanza è Ayia Napa, in Cipro. Il rubacuori David Canning da Blackpool parte per un'ultima vacanza con gli amici prima di seguire il sogno di lavorare per la RAF, stessa cosa che fa l'appassionato di rugby Greg Salmon dal Sussex coi suoi compagni, che presto andrà all'università per studiare sport.
Sull'isola vengono spiati segretamente dai loro genitori apprensivi, che si riveleranno a loro solamente alla fine della settimana a Napa.
- Ascolti UK: 576.000 spettatori[1]

## Kavos
- Titolo originale: Kavos
- Diretto da: Peter Emina

### Trama
Il luogo della vacanza è Kavos, a Corfù. Le due amiche e ragazze festaiole Becky e Chelsea da Nottingham intraprendono una vacanza per stare un'ultima con le amiche prima di separarsi per gli studi e per stare un po' senza i loro genitori. Le due ragazze non sanno che i loro genitori li stanno segretamente osservando e spiando in ogni loro mossa, in particolare il padre di Becky, da sempre iper-protettivo con la figlia.
- Nota: questa è l'unica puntata della serie in cui i protagonisti si conoscono già da tempo e passano insieme la vacanza. Anche le coppie dei genitori delle due si conoscono da anni.

## Zante
- Titolo originale: Zante
- Diretto da: Paul Bithrey

### Trama
Il luogo della vacanza è l'isola Zante. Il timido James fa la sua prima vacanza lontano dalla sua coppia di genitori iperprotettivi, così come la festaiola Jenn dal Sussex, per la quale è l'ultima vacanza prima di andare all'università. I loro padri e madri sono segretamente sulle loro tracce per vedere come se la cavano in assoluta libertà. Durante la vacanza i genitori di James scoprono la nuova passione del figlio per gli strip club, mentre Jenn capisce che i suoi la stanno spiando segretamente.
- Nota: questa è l'unica puntata della serie in cui i genitori vengono scoperti da uno dei protagonisti della puntata.

## Magaluf
- Titolo originale: Magaluf
- Diretto da: Lucy Fayson

### Trama
Il luogo della vacanza è Magaluf. Da Corby, nel Northamptonshire, il festaiolo, amante del fitness e allievo della Royal Marine Rhys parte per dieci giorni con gli amici per scappare dalle grinfie dell'apprensiva madre. Lo stesso fa con i suoi amici la più tranquilla studentessa diciottenne dalla West London Kiran, che si sta per prendere un anno sabbatico per decidere cosa fare nella vita. Le loro coppie di genitori sono però all'insaputa dei figli sulla loro stessa isola e li stanno spiando.
- Ascolti UK: 770.000 spettatori[2]

## After the Holiday
- Titolo originale: After the Holiday
- Diretto da: Katy Ferguson

### Trama
Si ripercorrono tutti i protagonisti (ad eccezione di Millie della prima puntata, Jenn dalla quinta e Kiran dalla sesta) e le loro vicende delle sei puntate già trasmesse della stagione in una sorta di meglio di, con l'aggiunta di commenti registrati qualche tempo dopo sia dai genitori che dai figli riguardanti alcuni momenti della vacanza e quello che è successo una volta conclusa.